# Jag vet ett namn så dyrt och kärt
Jag vet ett namn så dyrt och kärt är en sång om namnet Jesus, som här prisas och upphöjs i många olika vändningar. Originellt är att själva namnet hemlighålls ända fram till sjunde strofen, där det i stället upprepas för att ingen ska missa det: "Och Jesus, Jesus är det namn, / som är så dyrt för mig."
Psalmen är ursprungligen författad av Frederick Whitfield 1855, som dock både till form och innehåll inspirerats av John Newtons psalm Hur ljuvligt klingar Jesu namn. Texten översattes till svenska av Lina Sandell-Berg 1862.

## Publicerad i
- Stockholms söndagsskolförenings sångbok 1882 som nr 19 med fem verser, under rubriken "Nyårssång".
- Herde-Rösten 1892 som nr 245 under rubriken "Jesu namn".
- Hemlandssånger 1891 som nr 55 under rubriken "Högtiderna".
- Svensk söndagsskolsångbok 1908 som nr 37 under rubriken "Jesu namn och person"
- Svenska Missionsförbundets sångbok 1920 som nr 103 under rubriken "Jesu namn"
- Svensk söndagsskolsångbok 1929 som nr 54 under rubriken "Jesu person och namn"
- Guds lov 1935 som nr 214  under rubriken "Sånger om frälsningen".
- Sionstoner 1935 som nr 115 under rubriken "Frälsningens grund i Guds kärlek och förverkligande genom Kristus".
- Förbundstoner 1957 som nr 64 under rubriken "Guds uppenbarelse i Kristus: Jesu namn".
- Sionstoner 1972 som nr 66.
- Lova Herren 1988 som nr 33 under rubriken "Jesu Kristi namn".
- Frälsningsarméns sångbok 1990 som nr 497 under rubriken "Lovsång, tillbedjan och tacksägelse".
- Sångboken 1998 som nr 62.
- Lova Herren 2020 som nr 27 under rubriken "Guds Son, Jesus vår Frälsare".